# Велике князівство Литовське (проєкт 1811)

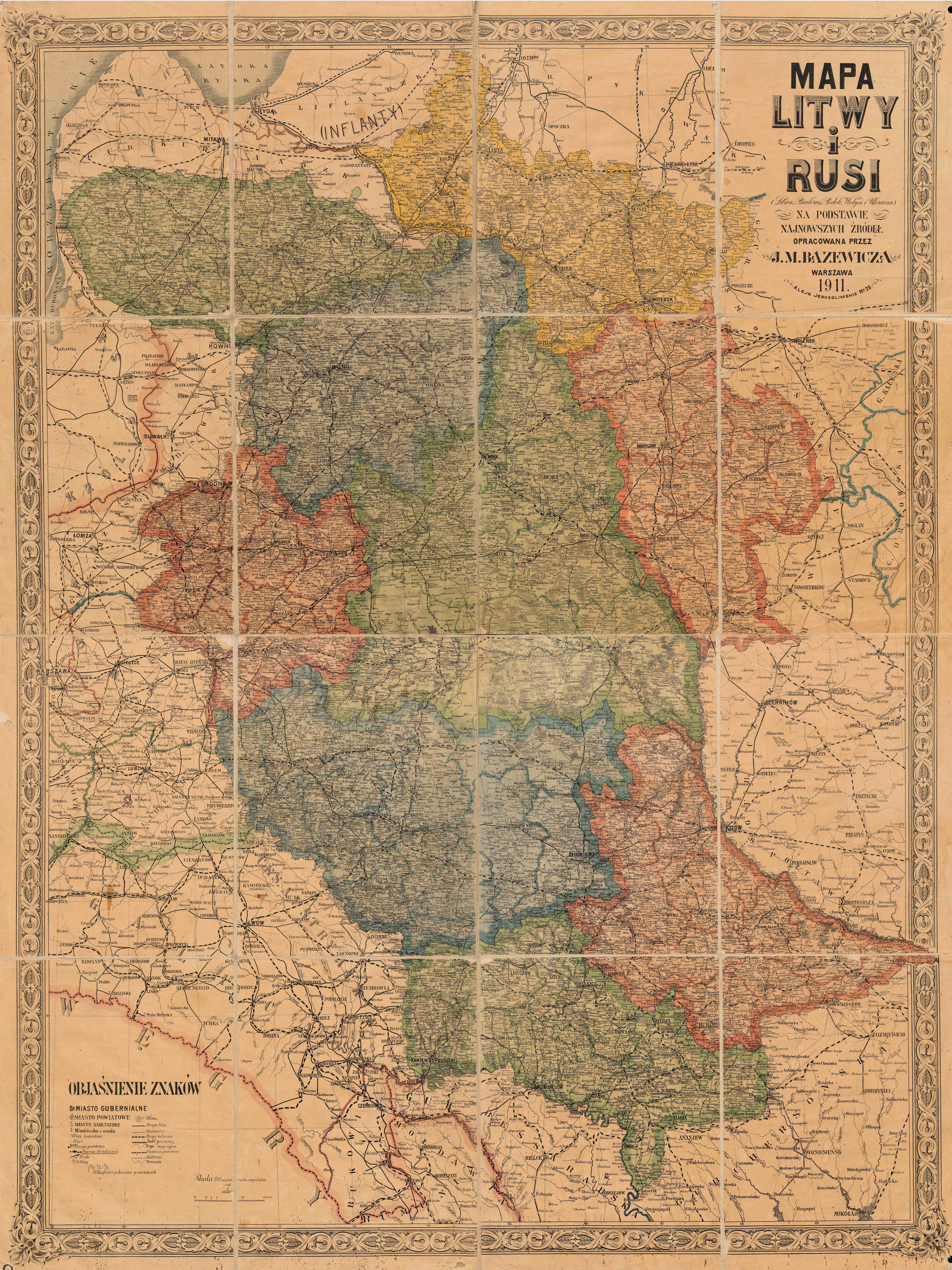
Мапа Литви та Росії (межі Великого князівства Литовського)

Велике князівство Литовське (план Огінського 1811 року) — це державний проєкт, за планом Міхала Клеофаса Огінського 1811 року, на території восьми губерній Російської імперії: Віленської, Волинської, Гродненської, Вітебської, Могильовської, Мінської, Київської, Подільської губерній, а також Білостоцької області та Тернопільського краю. Держава створювалася на противагу Варшавському герцогству.

## План Огінського
Ідею створення особливої провінції із західних провінцій Росії висловив у квітні 1811 року сенатор М. К. Огінський. За пропозицією імператора, група магнатів (М. К. Огінський, Ф. К. Любецький, Л. Плятер та ін.) розробила основні положення проєкту. План полягав у створенні особливої губернії з Віленської, Вітебської, Волинської, Гродненської, Київської, Мінської, Могильовської, Подільської, Білостоцької та Тернопільської областей, що називалася Великим князівством Литовським, із центром у Вільнюсі та очолюваної заступником російського імператора. Він передбачав створення особливих керівних органів (Литовська канцелярія в Петербурзі, Адміністративна рада та Верховний трибунал у Вільні). Статут Великого князівства Литовського 1588 року мав стати законодавчим кодексом, а польська мова — мовою діловодства. Усі державні посади планувалося заповнювати лише уродженцями князівства. Пропонувалося виділити на окремий рахунок державного бюджету кошти на освіту в ВКЛ.
Метою російського імператора Олександра I було нейтралізувати профранцузький вплив у «польських провінціях» та зміцнити їхні позиції. Однак не менш важливим, якщо не найважливішим, було бажання Олександра I максимально використати людські та матеріальні (продовольчі) ресурси Білорусі. У примітках від 15 (27) жовтня та 1 грудня 1811 року Огінський радив імператору не обмежувати себе створенням Великого князівства Литовського, а запропонував відновити Королівство Польське. На його думку, такий крок вибив би ініціативу з рук Наполеона, змусив би поляків бачити в Олександрі I захисника своєї батьківщини. У випадку війни з Францією Польща стане на бік Росії, і тоді імператору доведеться прийняти польську корону. Пропозиція не знайшла підтримки в Олександра I. Проєкт створення автономного ВКЛ був лише складовою частиною, «технічним» боком оборонного стратегічного плану війни, а тому не міг суттєво вплинути на розробку самого плану.